# Elektromagnetisk felt
Det elektromagnetiske felt er en kombination af det elektriske felt og det magnetiske felt hvis korrespondance beskrives af elektrodynamikken. 
Ingen videnskabelig undersøgelse har påvist nogen negativ biologisk påvirkning af det elektromagnetiske felt.
Der findes, som udgangspunkt, kun ét elektromagnetisk felt. Dette felt går gennem alle punkter i universet, men kan beskrives som "fladt" på steder uden magnetisk og elektrisk indflydelse. Feltet interagerer kun med feltets gauge-bosoner. En gauge boson er den partikel, der er ansvarlig for at overføre en bestemt fundamentalkraft mellem partikler. I tilfældet med elektromagnetisk kraft er fotonen det gauge boson, der formidler interaktionen mellem elektrisk ladede partikler.

## Elektromagnetiske bølger
Angivne bølger er ordnet efter stigende frekvens:
- Radiobølger
- Mikrobølger
- Ultraviolet lys
- Synligt lys
- Infrarødt lys
- Røngentstråler
- Gammastråler

## Elektromagnetiske felter
Vi er i hverdagen omgivet af elektromagnetiske felter fra blandt andet:
- Biler
- Computere
- Fjernsyn
- Hospitalsapparatur
- Høreapparater
- Industriapparater
- Jordmagnetisme
- Køkkenapparater
- Lamper
- Mobiltelefoner
- Radio- og TV-antenner/ sendemaster.
- Strømbærende ledninger.

## Teori
Et elektromagnetisk felt (E og B) frembringer en kraft F, den såkaldte Lorentzkraft, på en ladet partikel q
{\displaystyle \mathbf {F} =q(\mathbf {E} +\mathbf {v} \times \mathbf {B} ),}
hvor v er partiklens hastighed (elektriciteten).